# Max Paul Friedman
Max Paul Friedman (* 21. September 1967 in Boston, Massachusetts) ist ein US-amerikanischer Historiker und Professor für Geschichte und Internationale Beziehungen an der American University in Washington, D.C.

## Leben
Max Paul Friedman wurde im Jahr 1967 als Sohn von Martin Boris Friedman und Adele Charlene Bernstein in Boston, Massachusetts geboren. Im Rahmen seiner Laufbahn erwarb er 1989 den akademischen Grad eines Bachelors in Ohio am Oberlin College, war dann bis 1992 als Produktionsassistent beim National Public Radio (NPR) in Washington, D.C. sowie bis 1994 als freiberuflicher Autor in New York tätig, bis er 1995 den akademischen Grad eines Masters of Arts (M. A.) und 2000 eines Ph.D. an der Universität Berkeley in Kalifornien erwarb.
Von 2000 bis 2002 war er Woodrow Wilson Postdoctoral Fellow in the Humanities an der Universität von Colorado in Boulder und von 2003 bis 2004 sowie nochmals 2007 Gastprofessor an der Anglo-Amerikanischen Abteilung der Universität zu Köln. Weitere Lehrverpflichtungen führten ihn nach Buenos Aires. Ab 2002 lehrte er als Assistenzprofessor an der Florida State University in Tallahassee.
Seit 2007 ist Friedman Professor für Geschichte und Internationale Beziehungen an der American University in Washington, D.C. Zu seinen Schwerpunkten in Forschung und Lehre gehört die Außenpolitik der USA im 20. Jahrhundert mit einem besonderen Fokus auf Westeuropa und Lateinamerika.

## Schriften
- Nazis and good neighbors. The United States campaign against the Germans of Latin America in World War II. Cambridge University Press, Cambridge 2003, ISBN 0-521-82246-7.
- (Hg. zusammen mit Padraic Kenney): Partisan Histories: The Past in Contemporary Global Politics. Palgrave Macmillan, 2005, ISBN 978-1-4039-6455-7.
- Rethinking Anti-Americanism: The History of an Exceptional Concept in American Foreign Relations. Cambridge University Press, Cambridge 2012, ISBN 978-0-521-68342-5.
- (Hg. zusammen mit David C. Engerman & Melani McAlister): The Cambridge History of America and the World. Volume 4. 1945 to the Present. Cambridge University Press, Cambridge 2022, ISBN 978-1-108-41927-7.